# فامانا
فامانا (بالإنجليزية: Vamana) هو صورة رمزية للإله الهندوسي فيشنو. إنه الصورة الرمزية الخامسة له والأول بين الداشافاتارا في تريتا يوغا ويأتي بعد ناراسيمها.
نشأ فامانا في الفيدا، ويرتبط بشكل شائع في الملاحم الهندوسية والبوراناس بأسطورة استعادة العوالم الثلاثة (يشار إليها مجتمعة باسم تريلوكيا) من دايتيا - ملك بالي من خلال اتخاذ ثلاث خطوات لاستعادة الكون.